# Conchapelopia
Conchapelopia är ett släkte av tvåvingar som beskrevs av Ernst Josef Fittkau 1957. Conchapelopia ingår i familjen fjädermyggor.

## Dottertaxa tillConchapelopia, i alfabetisk ordning[1][2]
- Conchapelopia aagaardi
- Conchapelopia abiskoensis
- Conchapelopia aleta
- Conchapelopia amamiaurea
- Conchapelopia americana
- Conchapelopia bruna
- Conchapelopia buidonnai
- Conchapelopia congonsis
- Conchapelopia cornuticauda
- Conchapelopia currani
- Conchapelopia cygnus
- Conchapelopia dartofi
- Conchapelopia esakianus
- Conchapelopia falcistylus
- Conchapelopia fasciata
- Conchapelopia flavifrons
- Conchapelopia ginzanuvea
- Conchapelopia ginzanvewea
- Conchapelopia hittmairorum
- Conchapelopia insolens
- Conchapelopia intermedia
- Conchapelopia melanops
- Conchapelopia mera
- Conchapelopia multifascia
- Conchapelopia nepalicola
- Conchapelopia okisimilis
- Conchapelopia pallens
- Conchapelopia pallidula
- Conchapelopia paramelanops
- Conchapelopia pilicaudatus
- Conchapelopia quaturomaculata
- Conchapelopia rurika
- Conchapelopia seiryusetea
- Conchapelopia setipalpis
- Conchapelopia telema
- Conchapelopia tusimugehea
- Conchapelopia varna
- Conchapelopia viator